# Tyler Farrar
Tyler Farrar (* 2. Juni 1984 in Wenatchee, Washington) ist ein ehemaliger US-amerikanischer Radrennfahrer.
Farrar begann seine internationale Karriere 2003 bei Jelly Belly. Ein Jahr später wechselte er zu Health Net und er wurde US-amerikanischer Straßenmeister der U23-Klasse sowie Etappensieger der Tour de l’Avenir.
Im Jahr 2006 erhielt Farrar einen Vertrag bei Cofidis. Er zog mit seiner Freundin nach Gent und lernte fließend Flämisch zu sprechen. In seinem ersten Jahr bei Cofidis wurde er US-amerikanischer Kriteriums-Meister und gewann wiederum eine Etappe der Tour de l’Avenir. 2007 und 2008 gewann er insgesamt drei kleinere internationale Wettbewerbe.
Von 2008 bis 2014 fuhr Farrar für das amerikanische Team Garmin. Dort entwickelte er sich zu einem der erfolgreichsten Sprinter im Straßenradsport. Zu seinen größten Erfolgen zählen die zwei Siege bei den Vattenfall Cyclassics 2009 und 2010, sowie Etappensiege bei der Vuelta a España, dem Giro d’Italia und der Tour de France.
Während des Giro d’Italia 2011 stieg Farrar nach der neutralisierten vierten Etappe aufgrund des Unfalltods seines Freundes Wouter Weylandt aus. Wouters war am Vortag gestürzt.
Farrar wechselte 2015 zum südafrikanischen Team MTN-Qhubeka. Nach drei Jahren ohne internationale Siege beendete er nach der Saison 2017 seine Karriere als aktiver Radsportler. Im Anschluss an seine Sportkarriere wurde Farrar Feuerwehrmann und beschrieb dies als den Wechsel von einem Traumjob zum nächsten.

## Erfolge
2004
- Amerikanischer Meister – Straßenrennen (U23)
- eine Etappe Tour de l’Avenir

2005
- Amerikanischer Meister – Kriterium
- eine Etappe Tour de l’Avenir

2007
- eine Etappe Grande Prémio CTT Correios de Portugal

2008
- eine Etappe Tour du Poitou-Charentes
- Tour of the Bahamas

2009
- eine Etappe Tirreno–Adriatico
- Gesamtwertung und eine Etappe Delta Tour Zeeland
- Vattenfall Cyclassics
- drei Etappen Eneco Tour
- eine Etappe Vuelta a España
- Gesamtwertung und zwei Etappen Circuit Franco-Belge

2010
- eine Etappe Driedaagse van De Panne-Koksijde
- Scheldeprijs
- zwei Etappen Giro d’Italia
- Gesamtwertung Delta Tour Zeeland
- Vattenfall Cyclassics
- zwei Etappen Vuelta a España

2011
- Trofeo Mallorca
- Trofeo Cala Millor
- eine Etappe Tirreno–Adriatico
- eine Etappe Ster ZLM Toer
- eine Etappe und Mannschaftszeitfahren Tour de France

2012
- Mannschaftszeitfahren Tour of Qatar
- Mannschaftszeitfahren Giro d’Italia
- Mannschaftszeitfahren Tour of Utah
- zwei Etappen USA Pro Cycling Challenge

2013
- eine Etappe Kalifornien-Rundfahrt
- eine Etappe Tour de l’Eurométropole

2014
- eine Etappe Tour of Beijing